# Anton Starkopf
Anton Starkopf  , llamado de 1936 a 1940 Starkopf-Rea (n. el 22 de abril de 1889 en Kohila - f. 30 de diciembre de 1966 en Tartu), fue un escultor de Estonia.
Desde 1944 a 1950, Starkopf fue profesor de escultura del Instituto Estatal de Bellas Artes en Tartu y su director de 1945 a 1948. En 1950 se fue a vivir a Moscú. Regresó a Tartu en 1954 dedicándose a la libre creación.
Vida personal
Estuvo casado entre 1920 y 1928 con la arquitecta y pintora Lydia Mei.
Su nieto Hannes Starkopf es también escultor.